# Johann Peter Hebel
Johann Peter Hebel (Bázel, 1760. május 11. – Schwetzingen, 1826. szeptember 22.) német költő, evangélikus teológus és író.

## Élete
Felváltva tanítói, tanári és lelkészi pályán működött; halálakor protestáns prelátus és a konzisztórium tagja volt. Munkáit természetes humor és egészséges észjárás jellemzik, ez teszi megfoghatóvá, hogy szűkebb hazájában, az alemannok között (Svábországban, a Rajna kanyarulatánál), akiknek nyelvjárást is használta, oly nagy sikereket ért el. E sikert elsősorban Alemanische Gedichte című művének köszönheti (1803, azóta sok kiadást ért), melyet megkíséreltek az irodalmi nyelvre is lefordítani (legjobban Robert Reinick 1876, 6. kiad.), de emellett eredeti bájából sokat veszített. Tartalmukat e költemények a természetből, a póréletből merítik; az egyszerű jeleneteket Hebel valódi művészettel tudta költői színvonalra emelni. Két népies műve van ezenkivül Hebelnek, melyeknek egyes darabjai iskolai német olvasókönyveink révén nálunk is eléggé ismeretesek voltak, ezek: Der rheinländische Hausfreund (1808) és Das Schatzkästlein des rheinländischen Hausfreundes (1811). Hebel összes művei 1832-34-ben jelentek meg 8 kötetben; életrajzát Schultheiss írta meg (1831); majd Läugin (1874).

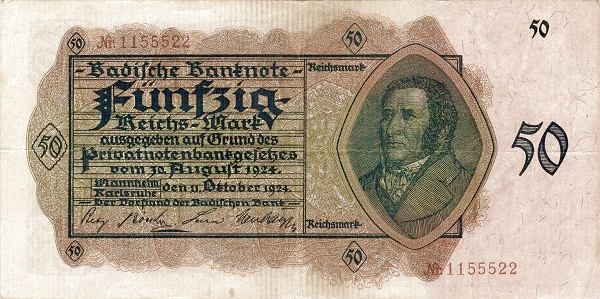
A Badische Bank papírpénz kibocsátási privilégiummal rendelkező német kereskedelmi bank 1924-es 50 birodalmi márkás bankjegyének előoldala Johann Peter Hebel portréjával.

## Magyarul
- Kincses szekrény; Hebel után a magyar ifjúság számára írta Lasz Samu; Gross, Győr, 1892
- Kincsesládikó. Válogatott történetek a Rajna-vidéki Házibarát kalendáriumának évfolyamaiból; vál., ford., utószó, jegyz. Halasi Zoltán; Magvető, Bp., 1997